# Centroberyx lineatus
Centroberyx lineatus är en fiskart som först beskrevs av Cuvier 1829.  Centroberyx lineatus ingår i släktet Centroberyx och familjen beryxfiskar. Inga underarter finns listade i Catalogue of Life.